# Georg Janny

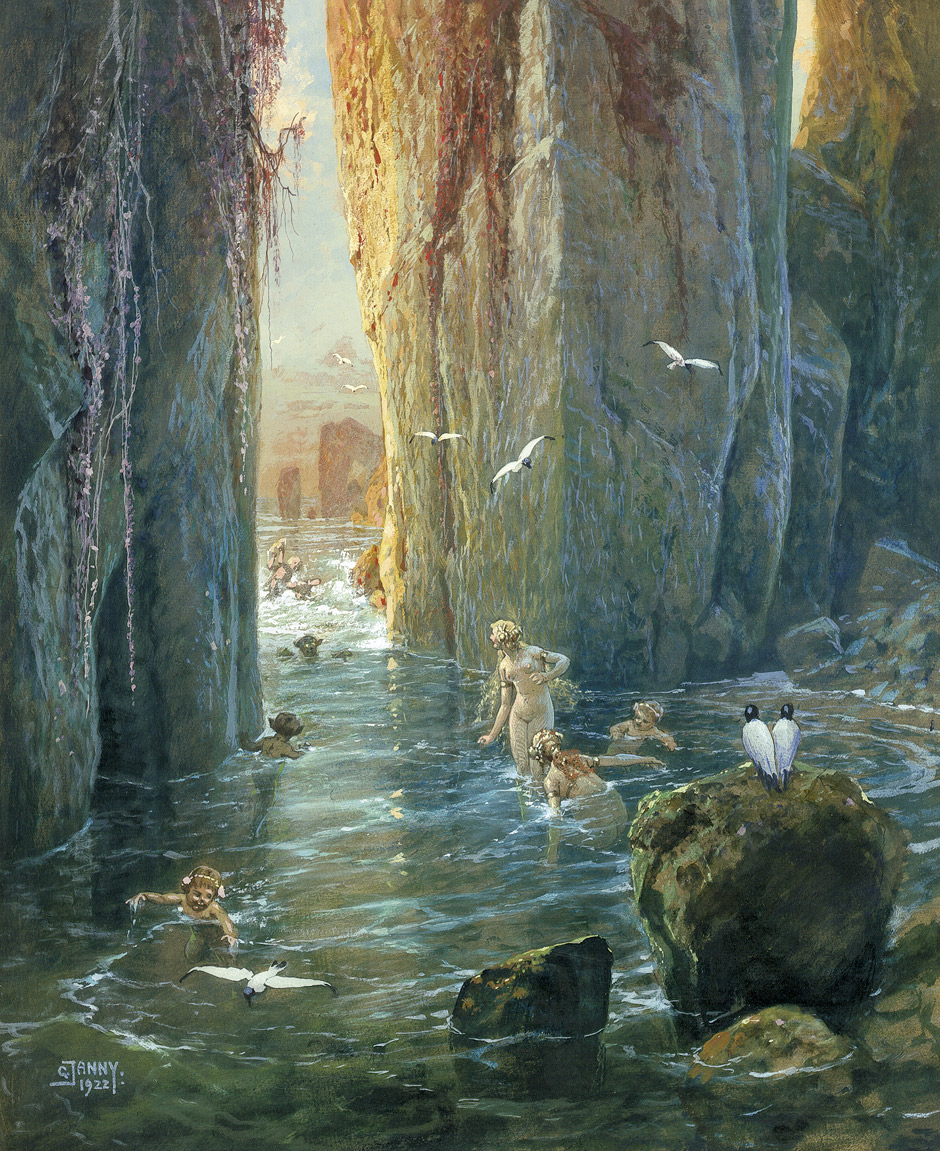
Badende Sirenen am Meeresgestade. Gouache auf Malkarton. 58,5 × 48 cm. Unten links signiert und datiert „G Janny 1922“.

Georg Janny (* 20. Mai 1864 Wien; † 21. Februar 1935 in Wien) war ein österreichischer Bühnenbild-, Landschafts- und Figurenmaler.

## Leben
Georg Janny arbeitete als Theaterdekorationsmaler im damals bekannten Atelier der Maler Carlo Brioschi, Hermann Burghart und Johann Kautsky, in welchem unter anderen auch Konrad Petrides, Leopold Rothaug, Ferdinand Brunner und Alfons Mucha tätig waren. Georg Janny war Mitglied des Dürerbundes und zeitweilig dessen Archivar.
Zusammen mit Karl Schüller malt er 1898 den Hauptvorhang (ab 1989 zum  Eisernen Vorhang umgewandelt)  für die Volksoper (ursprünglich: Kaiser-Jubiläumsstadttheater) in Wien zum 50-jährigen Regierungsjubiläums Franz Josephs I. Zur Oper „Die Königin von Saba“ von Karl Goldmark gestaltete er um 1906 das Bühnenbild. Abbildungen aus dem 2. und 3. Akt sind überliefert. „Die Königin von Saba“ war eine der erfolgreichsten Opern des späten 19. Jahrhunderts und wurde in dieser Zeit an der Wiener Staatsoper aufgeführt.
Georg Janny war bis zu seinem Tode auch als Landschafts- und Figurenmaler tätig. Neben zahlreichen Landschaftsbildern malte Janny oft Szenerien von Märchen- oder Zauberwelten, die in ihrem symbolhaften Gehalt an Bilder von Arnold Böcklin oder Gustave Doré erinnern.
Der Nachlass von Georg Janny befindet sich heute im Bezirksmuseum Hernals in Wien.

## Ausstellungen (Auswahl)
- 1904: Weltausstellung in St. Louis, österreichischer Pavillon, gezeigt: vier Dioramatische Fenster von Georg Janny, Leopold Rothaug und Konrad Petrides mit Szenen rund um die österreichische Eisenbahn (heute im Besitz des Technischen Museums Wien).[5]
- 1916: Kunstausstellung in Rodaun[6]
- 1917: 2. Ausstellung des Kunstvereins in Baden bei Wien, gezeigt: „Motiv bei Johnsbach“[7], „Hochwaldlichtung“[8], „Drachen“[9].
- 1918: 17. Ausstellung des Albrecht Dürer-Bundes in Wien, gezeigt: „Einsiedelei“, „Abendklänge“, „Elfenspiel“, „Langkofelgruppe“.
- 1918: 3. Ausstellung des Kunstvereins in Baden bei Wien, gezeigt: „Einsiedelei“[10], „Erntezeit“[11].
- 1919: 4. Ausstellung des Kunstvereins in Baden bei Wien, gezeigt: „Silvester-Predigt“[12].
- 1920: 19. Ausstellung des Albrecht Dürer-Bundes in Wien, gezeigt: „Dorfkirche“, „Stammhalters Morgenschlummer“.
- 1920: 5. Ausstellung des Kunstvereins in Baden bei Wien, gezeigt: „Bade-Winkel“, „Glückliche Stunden“, „Schwere Zeit“[13].

## Auszeichnungen
- 1917: Silberne Bundesmedaille anlässlich der 17. Ausstellung des Albrecht Dürer-Bundes in Wien.[14]

## Bildergalerie

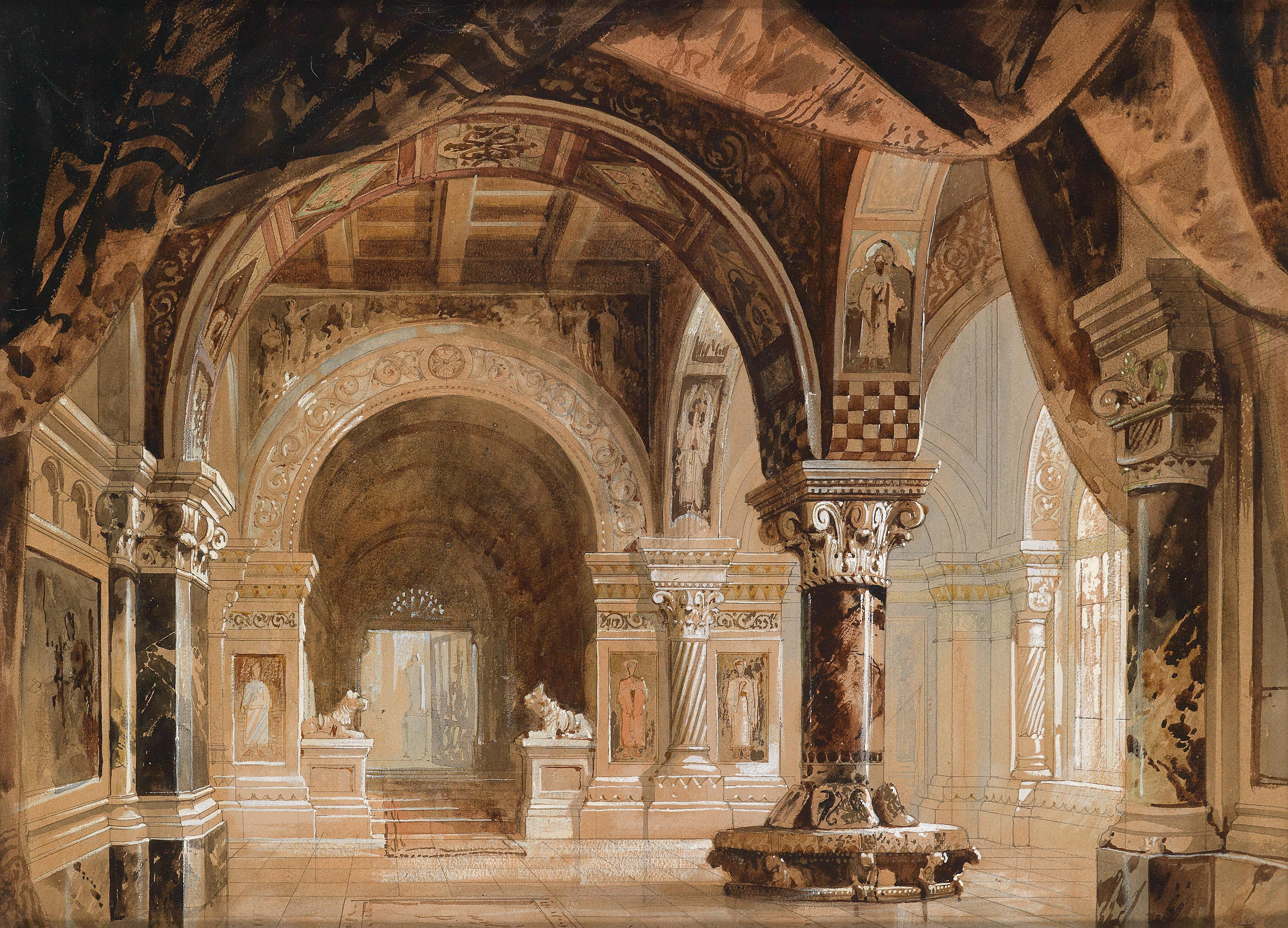
Georg Janny – Inneres aus dem Dogenpalast, 1893
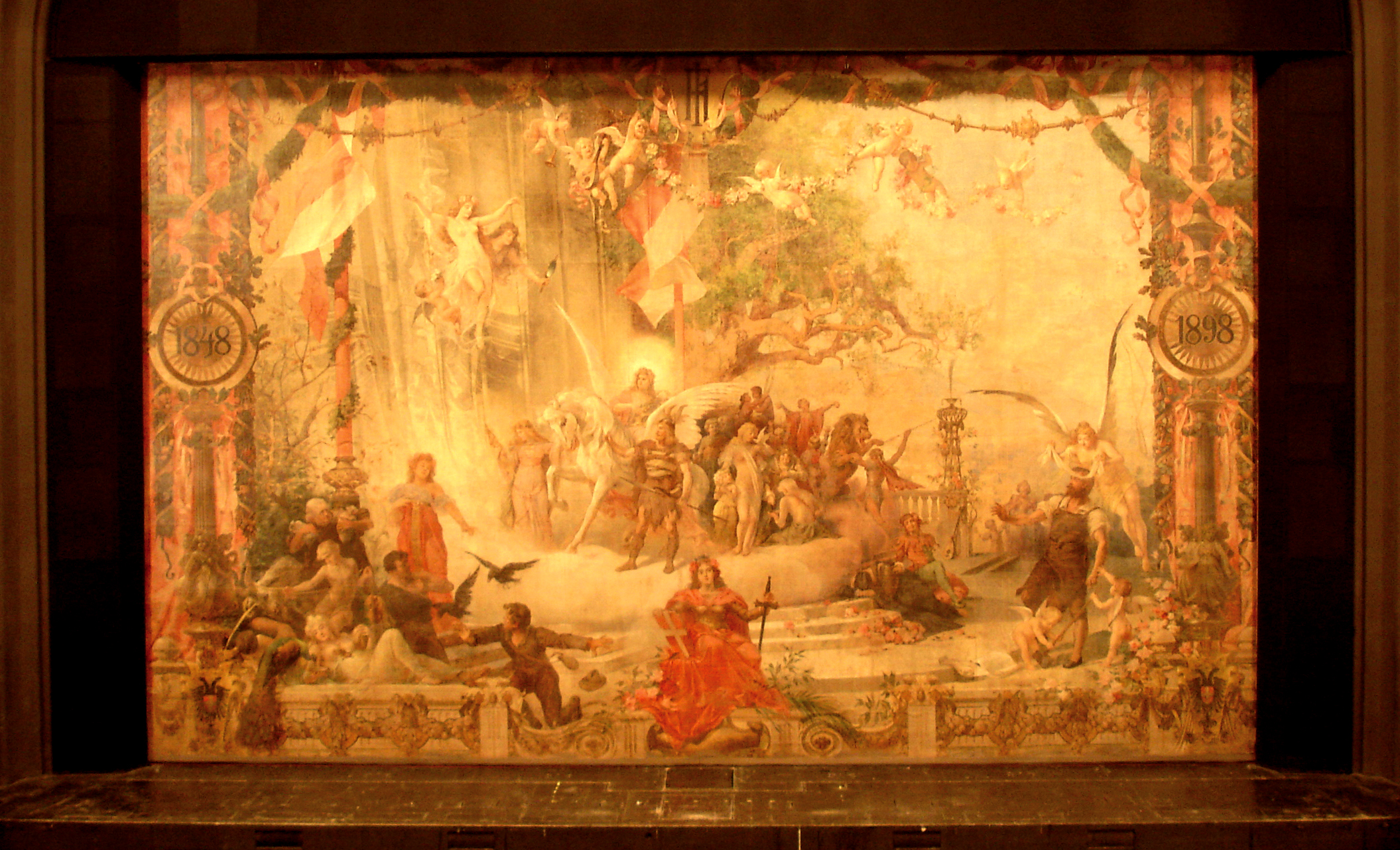
Eiserner Vorhang der Volksoper Wien, 1898
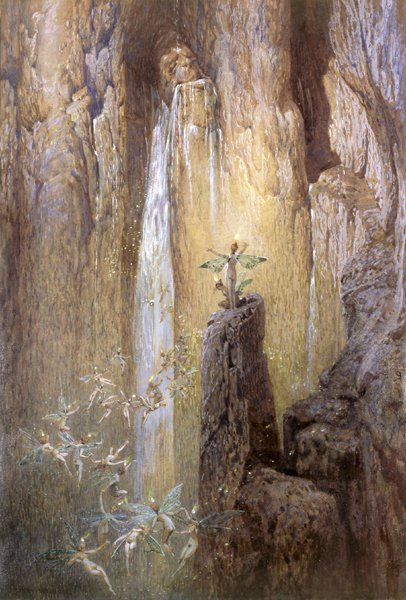
Georg Janny – Das Gute, 1913
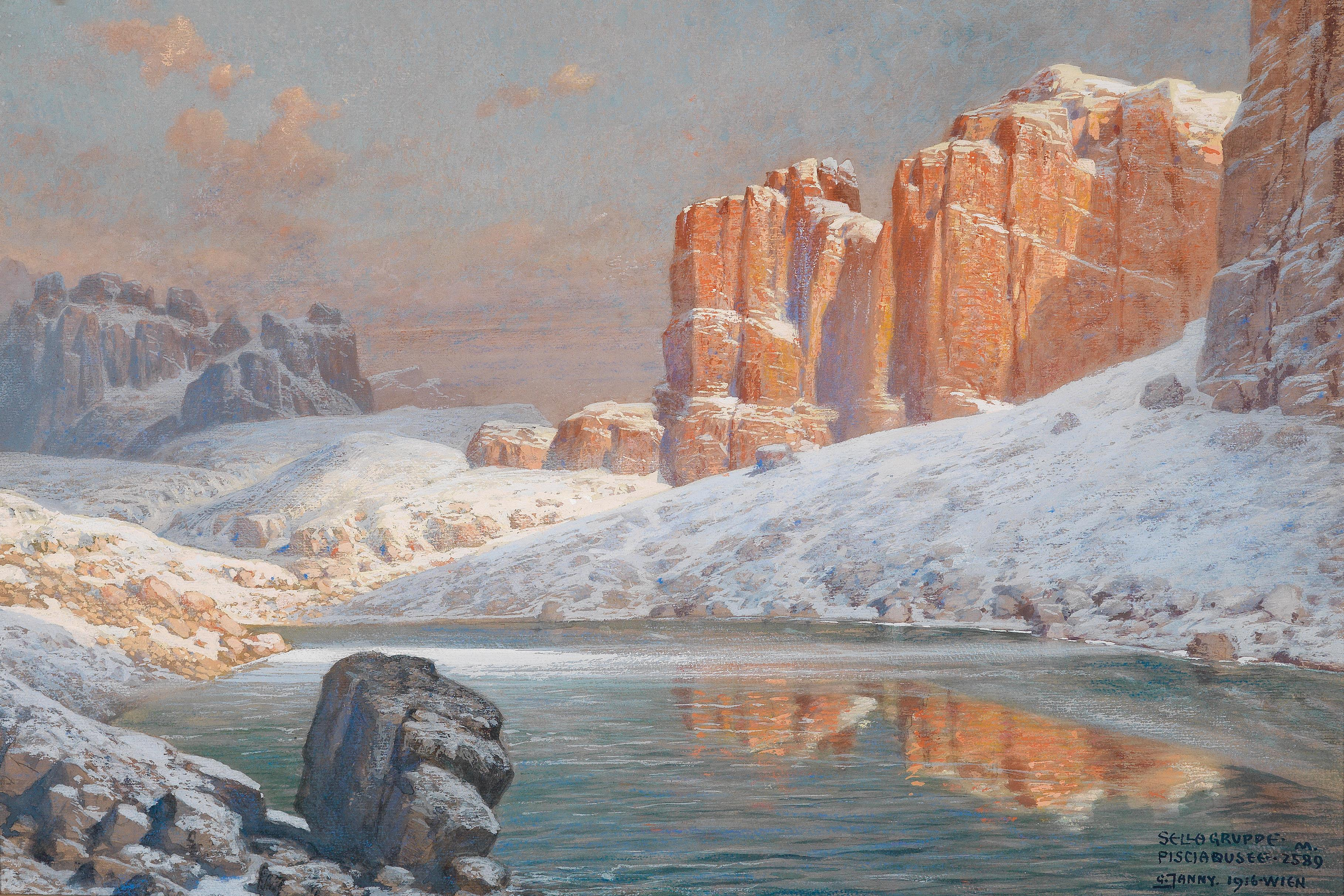
Georg Janny – Sellagruppe und Pisciadusee, 1916
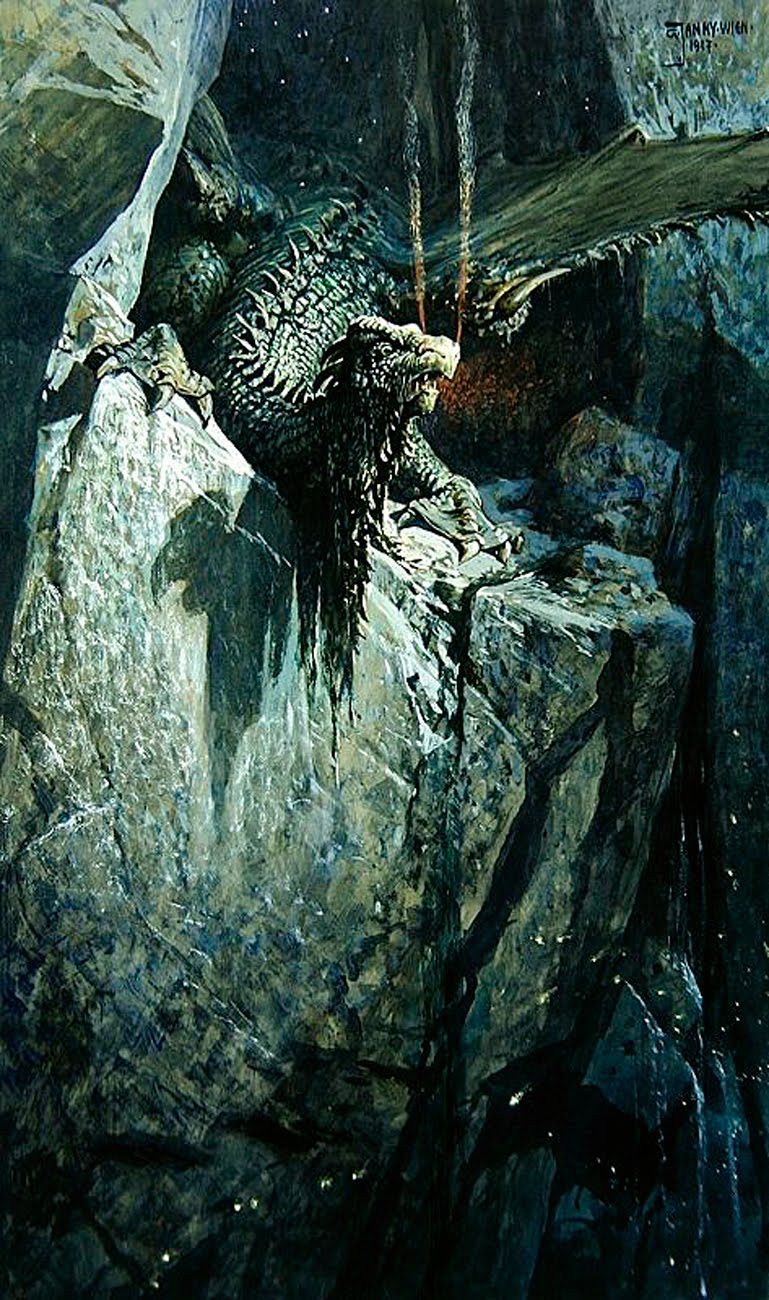
Georg Janny – Drachenhöhle, 1917
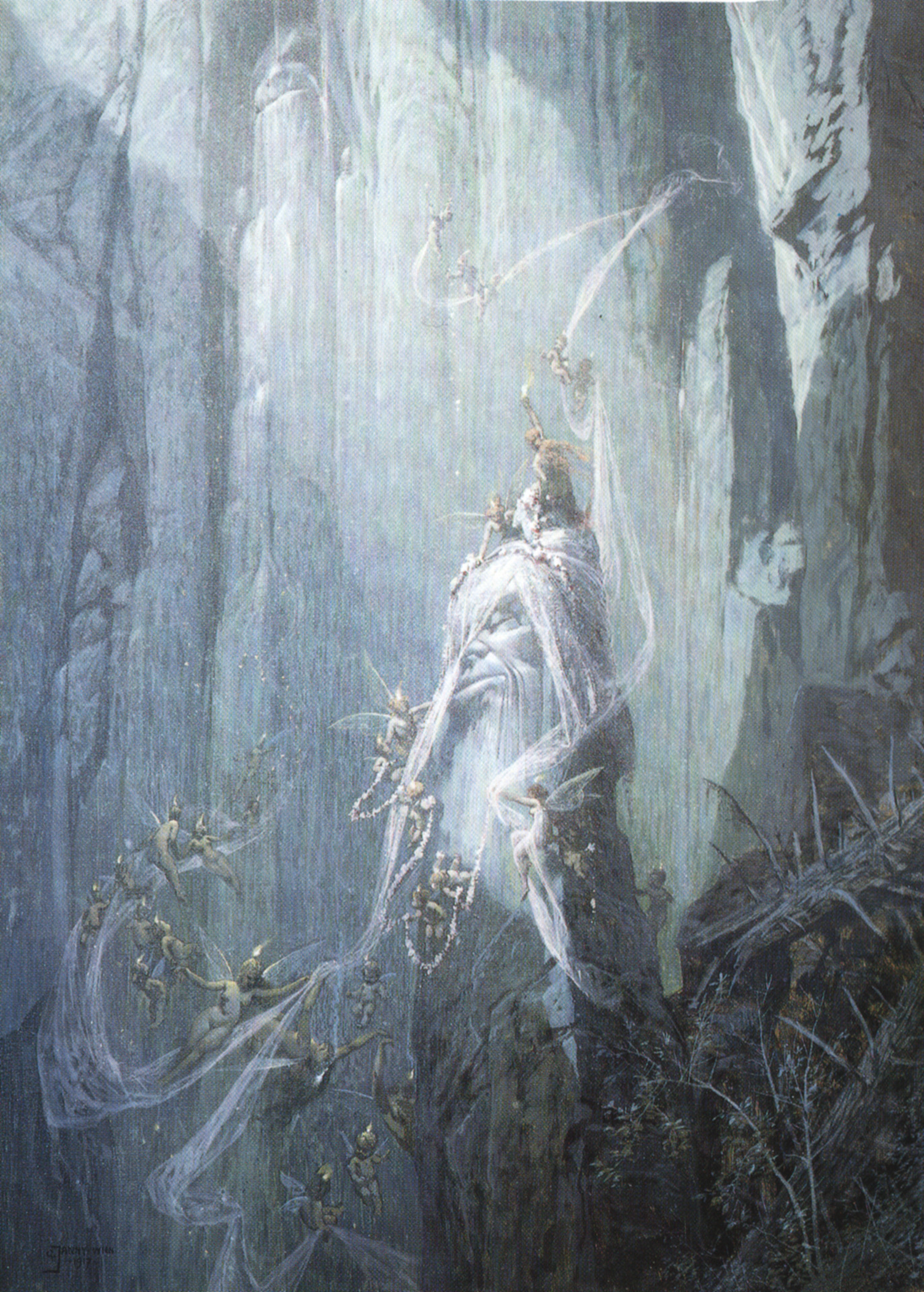
Georg Janny – Elfenspiel, 1917
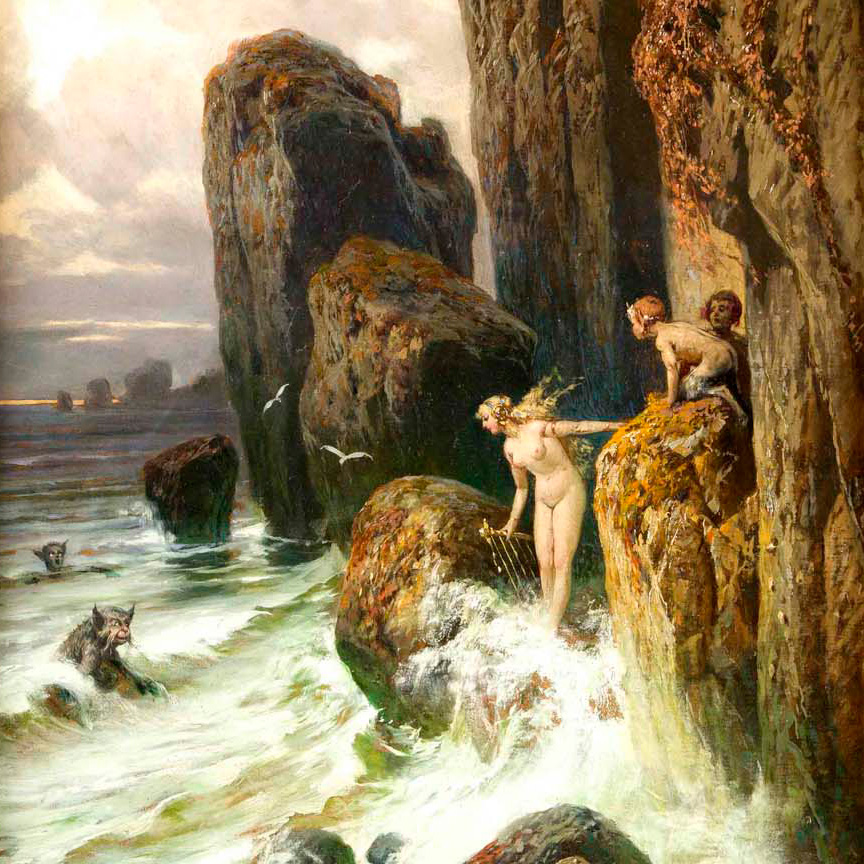
Georg Janny – Meeres-Idylle
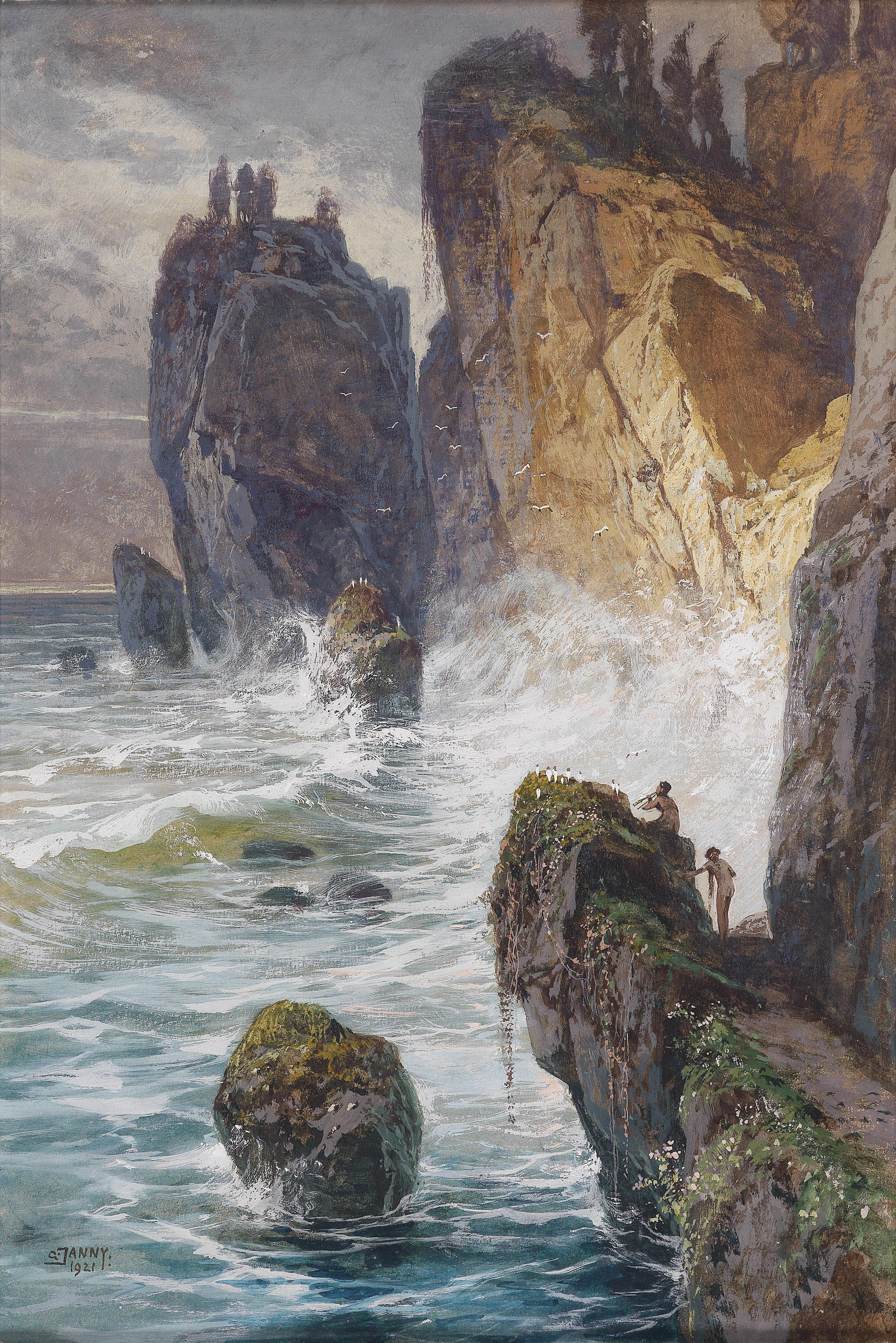
Georg Janny – Faune an einer Felsküste, 1921
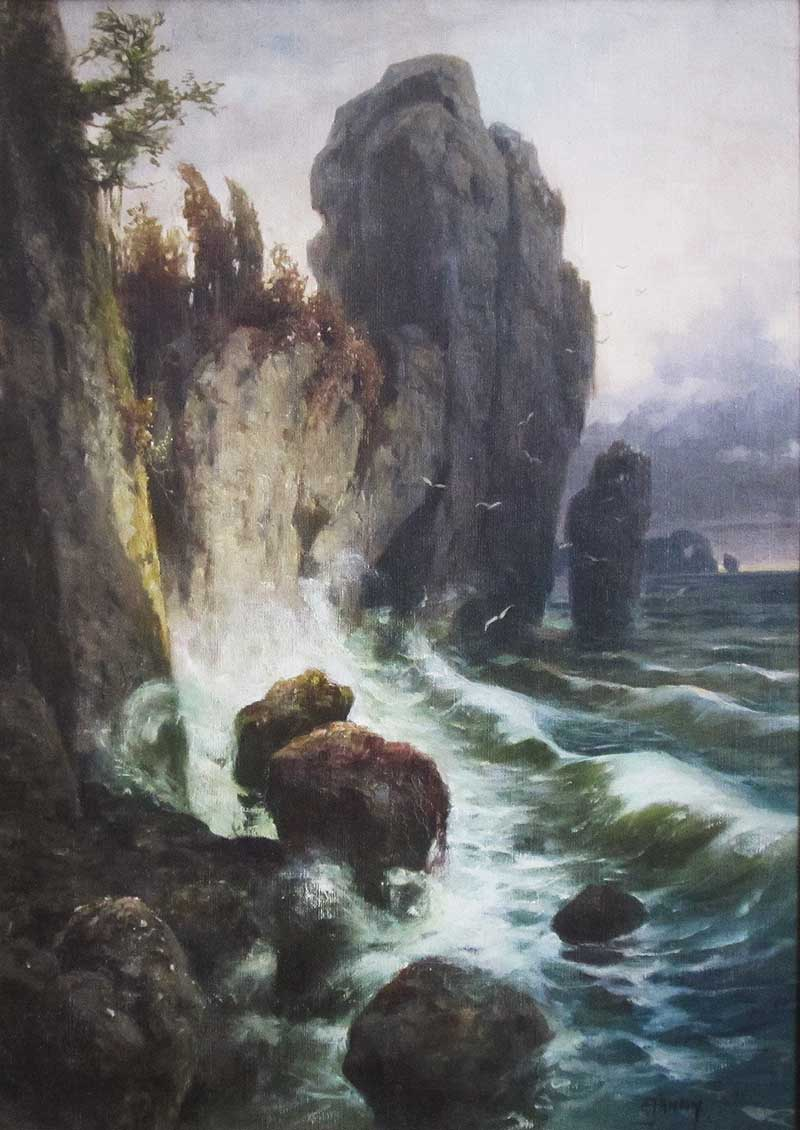
Georg Janny – Felsen am Meer, ca. 1920–1930
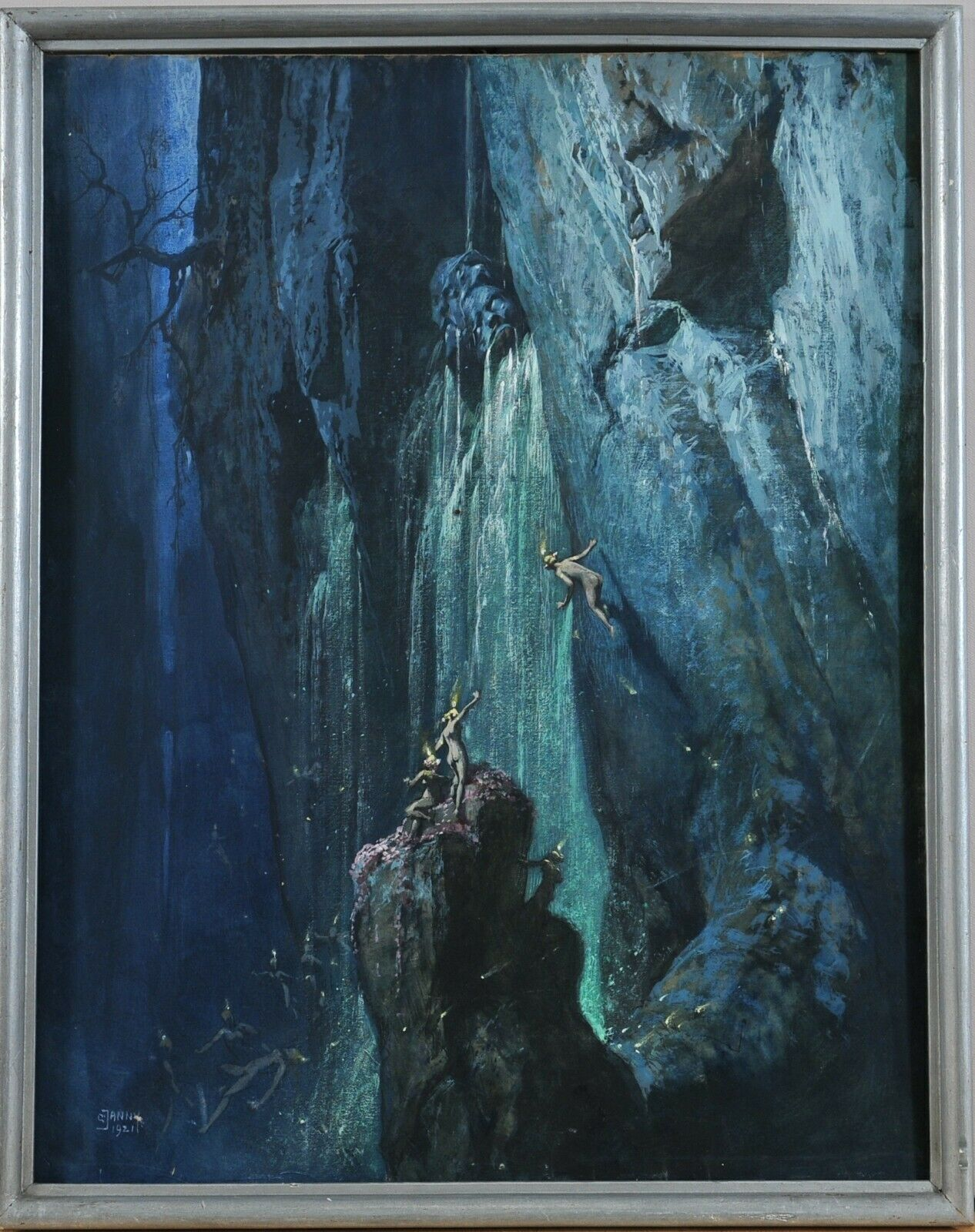
Georg Janny – Spielende Nymphen an Wasserfall, 1921
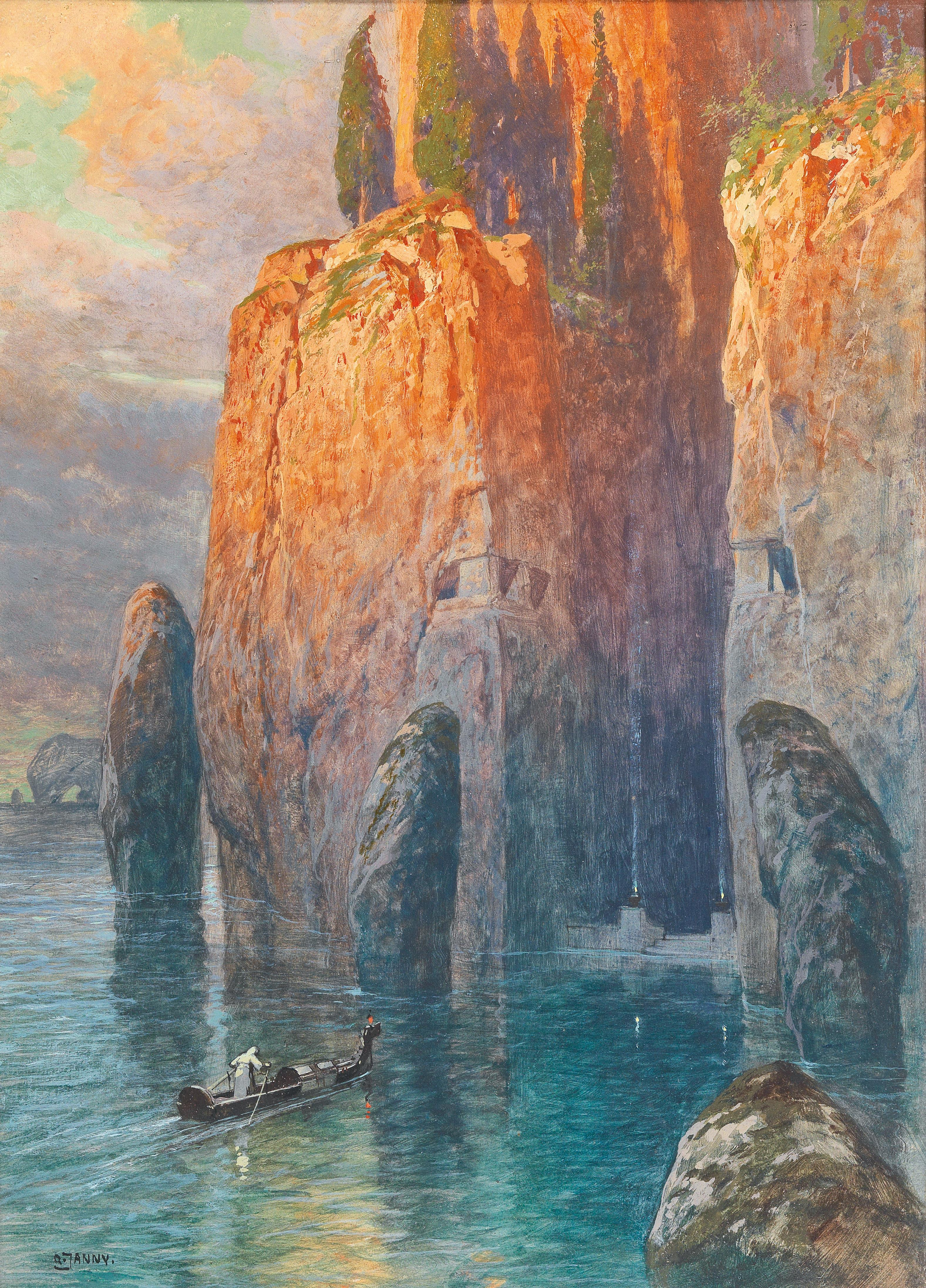
Georg Janny – Toteninsel, 1935
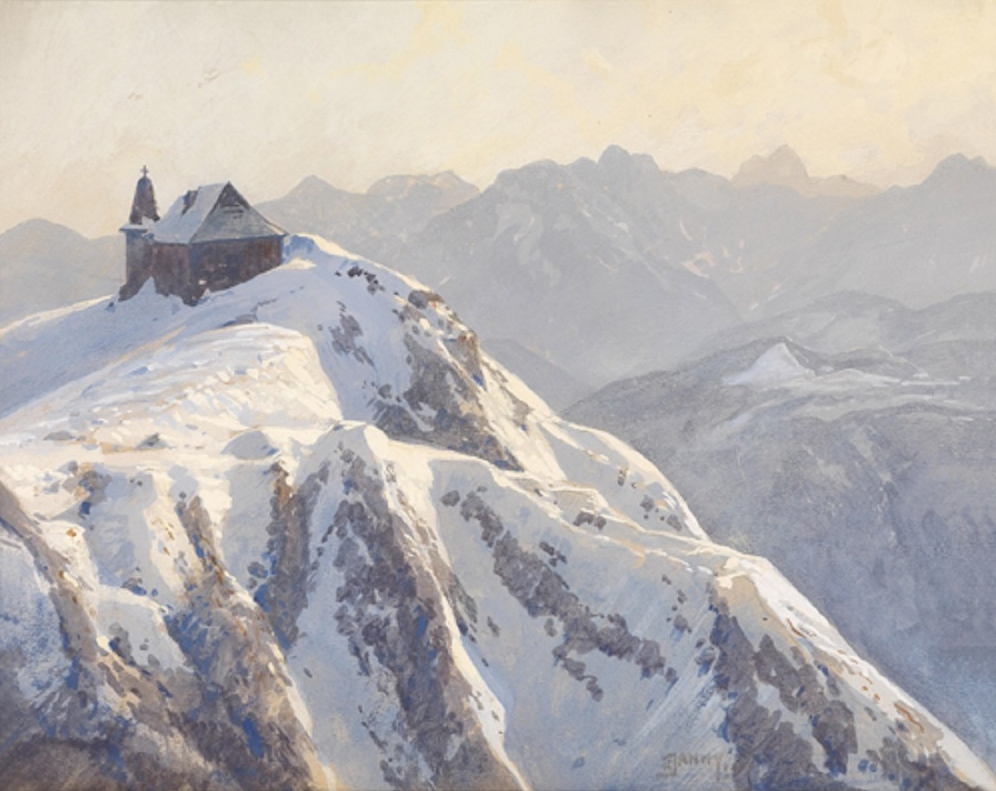
Georg Janny –  Kirche Maria am Stein, Dobratsch